# Ness Ziona
Ness Ziona (arabiska: نيس زيونا, hebreiska: נס ציונה) är en ort i Israel.   Den ligger i distriktet Centrala distriktet, i den centrala delen av landet. Ness Ziona ligger 35 meter över havet och antalet invånare är 38 700.
Terrängen runt Ness Ziona är platt, och sluttar västerut. Runt Ness Ziona är det mycket tätbefolkat, med 1 573 invånare per kvadratkilometer. Närmaste större samhälle är Rishon LeẔiyyon, 4,7 km norr om Ness Ziona. Runt Ness Ziona är det i huvudsak tätbebyggt.